# District de Castelnaudary
Le district de Castelnaudary est une ancienne division territoriale française du département de l'Aude de 1790 à 1795.
Il était composé des cantons de Castelnaudary, Belpech, Fanjeaux, Gajea, Labecede, Lescasses, Saint Michel, Saissac, Salles, le Villa et Villepinte.

## Galerie

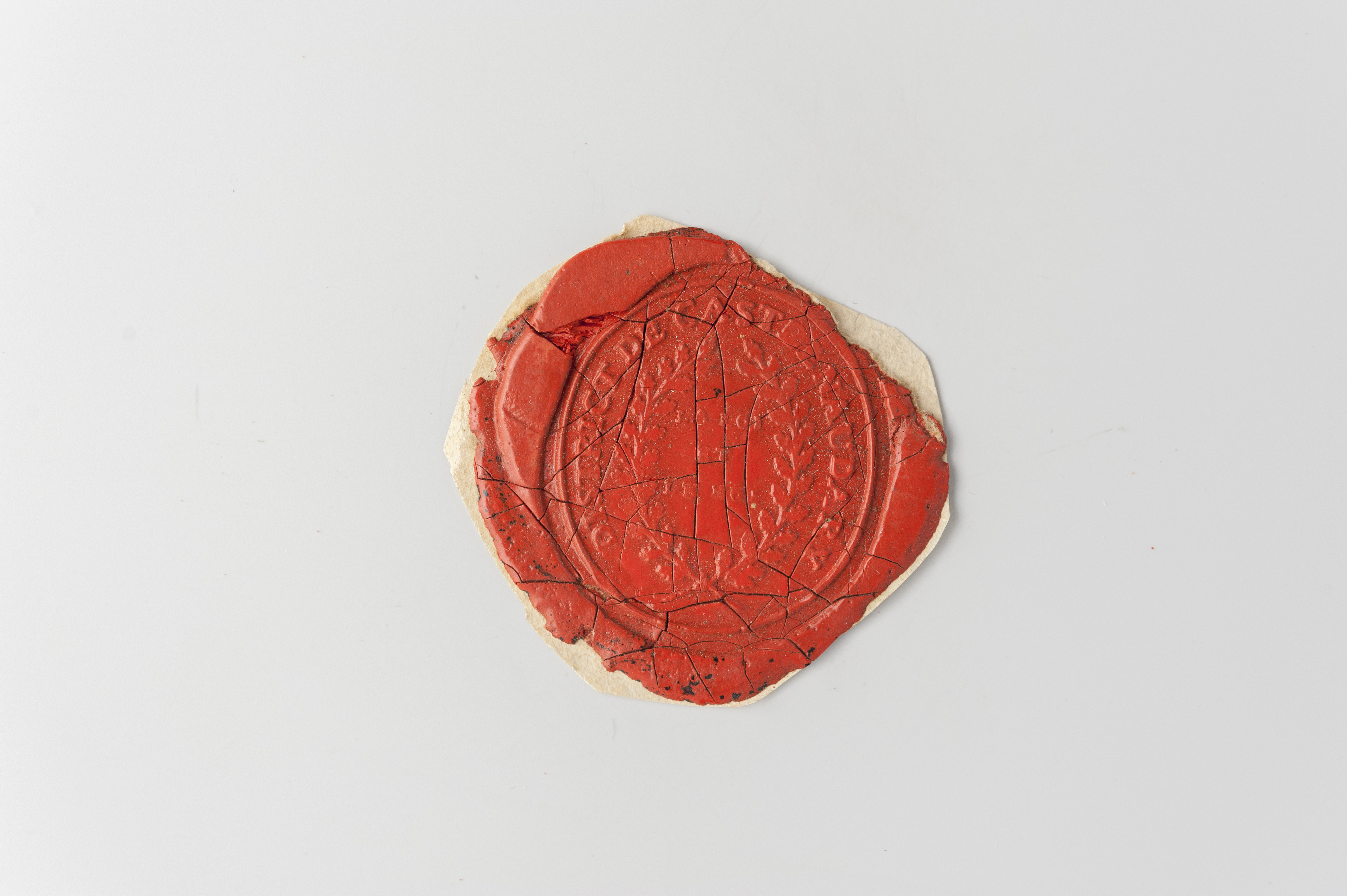
Empreinte du sceau du DISTRICT DE CASTELNAUDARY